# Bercy 93 (album live, Michel Sardou)
Albums de Michel Sardou
Le Bac G Selon que vous serez, etc., etc.
Bercy 93 est le onzième album live de Michel Sardou enregistré en 1993 lors de son troisième passage au Palais omnisports de Paris-Bercy, le 26 janvier 1993. Il accorde, lors de cette tournée, la part belle aux chansons des années 1980 et années 1990.

## Liste des titres
| 1.  | Il était là (Le Fauteuil) |  |
| 2.  | Afrique adieu             |  |
| 3.  | Ma mémoire                |  |
| 4.  | Et mourir de plaisir      |  |
| 5.  | J'accuse                  |  |
| 6.  | Marie-Jeanne              |  |
| 7.  | Le Privilège              |  |
| 8.  | 1965                      |  |
| 9.  | Je vais t'aimer           |  |
| 10. | 55 jours, 55 nuits        |  |
| 11. | Être une femme            |  |
| 12. | Le Bac G                  |  |

| 1.  | Divorce à l’amitié                        |  |
| 2.  | Chanteur de jazz                          |  |
| 3.  | La Vieille                                |  |
| 4.  | Méfie-toi on t’aime                       |  |
| 5.  | L’Autre Femme                             |  |
| 6.  | Le Grand Réveil                           |  |
| 7.  | Les Lacs du Connemara                     |  |
| 8.  | L’An mil                                  |  |
| 9.  | Comme d'habitude                          |  |
| 10. | Musulmanes                                |  |
| 11. | Aujourd’hui peut-être                     |  |
| 12. | Être et ne pas avoir été (version studio) |  |

## Crédits

### Concert

#### Musiciens
- Arrangements et direction d'orchestre : Roger Loubet
- Claviers : Roger Loubet et Philippe Perathoner
- Piano : Philippe Perathoner
- Basse : Christian Padovan
- Batterie : Marcello Surace
- Percussions : Manuel Roche et Michel Chevalier
- Trompettes : Pierre Dutour, Jacques « Kako » Bessot et Alfred  « Freddy » Hovsepian
- Trombones : Alex Perdigon, Christian Guizien et Hamid Belhocine
- Guitares : Slim Pezin et Jean-Jacques Cramier
- Saxophone AKAI EWI : Michel Gaucher
- Chœurs : Michel Chevalier, Jean-Jacques Cramier, Yvonne Jones, Beckie Bell et Joniece Jamison

#### Équipe technique et production
- Enregistrement : Studio mobile « Le Voyageur »
- Ingénieur du son : Patrice Cramer
- Son salle, conception et mixage : Patrice Cramer
- Assistants : Bernard Vainer et Laurent Buisson
- Son scène : Manu Dajee
- Assistants : Laurent Dumont et Xavier Van de Grucht
- Éclairages : Jacques Rouveyrollis

### Version studioÊtre et ne pas avoir été
- Arrangements : Roger Loubet
- Prise de son : Roland Guillotel
- Enregistrement : Studio Guillaume Tell
- Réalisation : Michel Sardou et Jacques Revaux
- Paroles et musique : Michel Sardou

## Vidéo
Une vidéo de ce concert, réalisée par Bernard Schmitt, a été filmée le 26 janvier 1993. Elle a été rééditée au format DVD en 2003.

### Liste des titres de la vidéo
| No  | Titre                          | Durée |
| --- | ------------------------------ | ----- |
| 1.  | Il était là (Le fauteuil)      |       |
| 2.  | Afrique adieu                  |       |
| 3.  | Ma mémoire                     |       |
| 4.  | Et mourir de plaisir           |       |
| 5.  | Être et ne pas avoir été       |       |
| 6.  | J'accuse                       |       |
| 7.  | Marie-Jeanne                   |       |
| 8.  | Le Privilège                   |       |
| 9.  | 1965                           |       |
| 10. | Je vais t'aimer                |       |
| 11. | 55 jours, 55 nuits             |       |
| 12. | Être une femme                 |       |
| 13. | Le Bac G                       |       |
| 14. | Divorce à l’amitié             |       |
| 15. | Chanteur de jazz               |       |
| 16. | La Vieille                     |       |
| 17. | Méfie-toi on t’aime            |       |
| 18. | L’Autre femme                  |       |
| 19. | Le Grand réveil                |       |
| 20. | Les Lacs du Connemara          |       |
| 21. | L’An mil                       |       |
| 22. | Comme d'habitude               |       |
| 23. | Musulmanes                     |       |
| 24. | Aujourd’hui peut-être          |       |
| 25. | Rappel : Les Lacs du Connemara |       |

## Date de la tournée
Paris Bercy, janvier 1993
Bercy, Paris, du 19 janvier au 8 février 1993 (répétition générale réservée aux fans et à la presse le 18 janvier)
Tournée février 1993
Amneville, le 13 et 14 février
Strasbourg, le 15 février
Colmar, le 16 février
Neuchâtel, Suisse, les 18 et 19 février
Bourg en Bresse, le 20 février
Avignon, le 22 février
Nîmes, le 23 février
Montpellier, les 24 et 25 février
Le Cannet, le 26 février
Toulon, les 27 et 28 février
Tournée mars 1993
Bordeaux, les 2, 3 et 4 mars
Poitiers, le 5 mars
Angers, le 6 mars
Rouen, le 10 mars
Nantes, le 11 mars
Rennes, le 12 mars
Tours, le 13 mars
Viliers en Biere, le 14 mars
Reims, le 16 mars
Nevers, le 17 mars
Limoges, le 18 mars
Toulouse, les 19, 20 et 21 mars
Lyon, les 23, 24 et 25 mars
Marseille, les 26 et 27 mars
Grenoble, le 28 mars
Boulogne sur mer, le 30 mars
Dreux, le 31 mars
Tournée avril 1993
Le Mans, le 1er avril
Salle polyvalente, Laval, le 2 avril 1993
Brest, le 3 avril
Lorient, le 4 avril
Lille, les 6 et 7 avril
Dunkerque, le 8 avril
Liévin, les 9 et 10 avril
Maastricht, Pays-Bas, les 11 et 12 avril
Nancy, le 14 avril
Amiens, le 15 avril
Orléans, le 16 avril
Caen, le 17 avril
Clermont-Ferrand, les 19 et 20 avril
Lausanne, Suisse, le 21 avril
Cluses, le 22 avril
Valence, le 23 avril
Perpignan, le 24 avril
Tournée d'été, juillet 1993
Bourg en Bresse, le 1er juillet 
Dijon, le 2 juillet
Le Havre, le 3 juillet
Caen, le 4 juillet 
Poitiers, le 7 juillet
Romans, le 11 juillet
Carcassonne, le 13 juillet 
Monte Carlo, les 16, 17 et 18 juillet
Béziers, le 20 juillet 
Vienne, le 21 juillet
Annecy, le 22 juillet 
La Roque d'Anthéron, le 23 juillet
Orange, le 24 juillet
Tournée d'été, août 1993
Nîmes, le 3 août
La Baule, le 5 août
Corlay, le 6 août
Dinard, le 7 août
Colmar, le 9 août
Lausanne, Suisse, le 10 août
Arles, le 12 août
Antibes, le 13 août
Royan, le 16 août
Pau, le 17 août
Bayonne, le 18 août